# Robert Aldrich (vescovo)
Robert Aldrich (Burnham, ... – Horncastle, 1556) è stato un vescovo anglicano inglese.
Uomo di immensa cultura, ebbe nel corso degli anni vari incarichi accademici in diversi atenei britannici.
Sostenne Enrico VIII, il quale lo ricompensò nominandolo vescovo di Carlisle.

## Opere
- Epistola ad Gwielmum Hormannum
- Epigrammata varia
- Several Resolutions concerning the Sacraments
- Answers to certain Queries concerning the Abuses of the Mass

| Controllo di autorità | VIAF (EN) 14638314 · ISNI (EN) 0000 0000 5068 1810 · LCCN (EN) nr92044496 |